# SUDOKU 数独
SUDOKU 数独（すうどく）は、ハドソンの数独ゲーム。
いずれのタイトルも、ニコリが出題協力している。パズル自体のルールは数独（ナンバープレイス）を参照。

## ニンテンドーDS版

### SUDOKU 数独
同社のDSパズルシリーズVol.3としてリリース。
- 問題数は300問が収録される他、クロスワード (ハドソン)と同様に段位認定試験が用意されている。
- 数字の入力方法はパネル選択式と手書き式の2種類。各マスの四隅には赤で候補となる数字を書き込める。
- シリーズ中、最も好調なセールスを記録しておりメーカー発表で10万本以上を出荷[5]。これを受けて、続編「数独2 Deluxe」が発売された。
- アメリカ版のタイトルは「Sudoku Gridmaster」、ヨーロッパ・オセアニア版のタイトルは「Sudoku Master」、韓国版のタイトルは「Sudoku DS」で、いずれも任天堂より発売。日本版より多い400問が収録されているほか、デザイン面に相違点が存在する。
- 本作の日本語版など、パズルシリーズの初期作品にはてくてくエンジェルのキャラクターが登場するが、以降のゲームには登場しない。

### 数独2 Deluxe
同社のDSパズルシリーズVol.9としてリリース。
- 2006年12月21日発売[6]。全410問を収録。
- 独自の問題を作成したり、新聞や雑誌に掲載されている問題を書き写して解ける「問題登録モード」が追加されている。
- ダウンロードプレイに対応し、最大4人までの通信対戦が可能。

### 数独DS ニコリのSUDOKU決定版
- 2008年5月29日発売[7]。400問以上を収録。新しい問題がダウンロードで追加されるようになっている。
- 数独2の機能に加え、チュートリアル的な「はじめての数独」や、アイテムで対戦相手の妨害が出来るスコアアタックモード等を追加。

## PSP版
2006年11月16日発売。1から16までの数字を入れる「BIG数独」モードを追加。全410問。

## Wii版
2007年3月21日発売。Wi-Fi通信機能に対応し、新しい問題がダウンロードで追加されるようになっている。全600問。

## iPhone版
2008年7月21日ダウンロード販売開始のVol.1からVol.4まで各50問。ネットランキング（クリア時間）に対応。

## ニンテンドーDSiウェア版
2009年3月18日、『数独 初級50問!』（200ポイント）と『数独 150問!』（500ポイント）がダウンロード販売開始。使用ブロックはどちらも25ブロックである。ハドソンのニンテンドーDSiウェアを配信する初めての作品である。
「初級50問!」と「150問!」の違いは、「初級50問!」には数独を初めてプレイする人や苦手な人や初心者向けの易しい問題を全50問収録されており、「150問!」には段位認定モードが追加されて3つの難易度ごとに異なる問題を全部で145問と段位認定用の問題を5段階ごとに1問ずつで全部で5問収録されて全150問収録されている。
このソフトはニンテンドー3DSには非対応で、3DSでダウンロードしたり引っ越したりすることが出来ないので注意。

## ニンテンドー3DS版
2011年6月2日、『数独と3つのパズル～ニコリのパズルバラエティ～』（北米タイトル：Nikoli's Pencil Puzzle、欧州タイトル：Sudoku - The Puzzle Game Collection）が発売された。
数独の他に、ペンシルパズルの『四角に切れ』、『橋をかけろ』、『美術館』を収録し、ゲームにハドソンのゲームキャラクターが登場する。『四角に切れ』には『スターソルジャー』のシーザーが、『橋をかけろ』には『ボンバーマンシリーズ』のボンバーマンとルーイが、『美術館』には『迷宮組曲 ミロンの大冒険』のミロンが登場する。
このゲームを最後にハドソンがコナミデジタルエンタテインメントに吸収されたため、ハドソンから登場した最後のゲームタイトルとなった。

## その他
PC版、Windows CE版、BlackBerry版、iアプリ等携帯版等、様々なジャンルで利用が可能となった。